# Marc Minuci Terme
Marc Minuci Terme (en llatí: Marcus Minucius Thermus) va ser un magistrat romà del segle i aC. Formava part de la branca plebea de la gens Minúcia.
Era pretor l'any 82 aC i propretor el 81 aC, quan va acompanyar a Luci Murena, el llegat de Luci Corneli Sul·la a la província d'Àsia. Va iniciar el setge de Mitilene i Juli Cèsar va servir a les seves ordres i va guanyar els seus primers llorers.
De vegades s'ha confós a aquest Marc Minuci Terme amb Minuci Terme, amb el qual segurament eren parents. Però van ser a Àsia en moments diferents, Marc Minuci era del partit de Sul·la i Minuci Terme era seguidor de Gai Mari.